# Gustavia (Rügen)

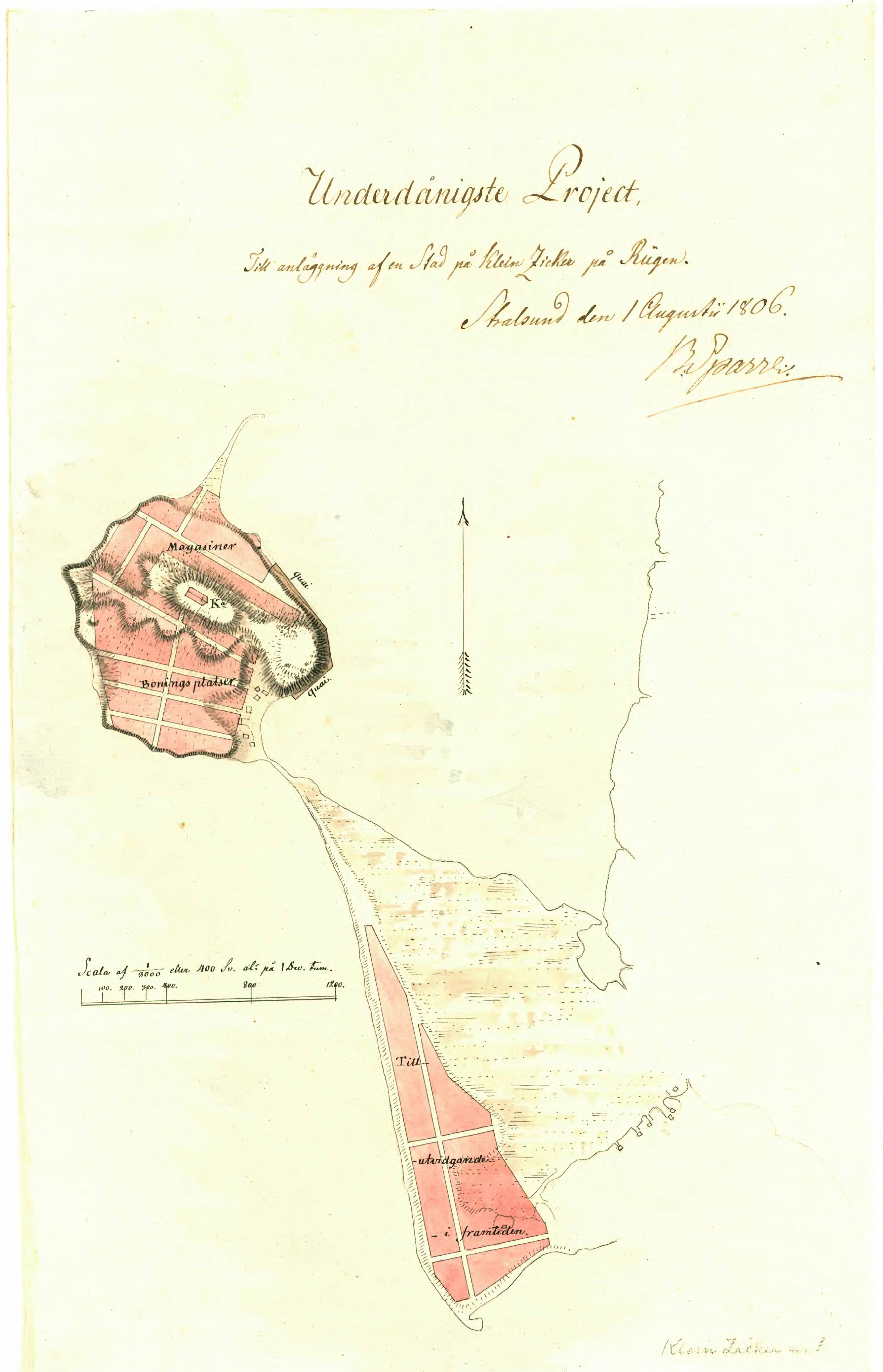
Plan zur Errichtung einer Stadt auf Klein Zicker aus dem Jahr 1806

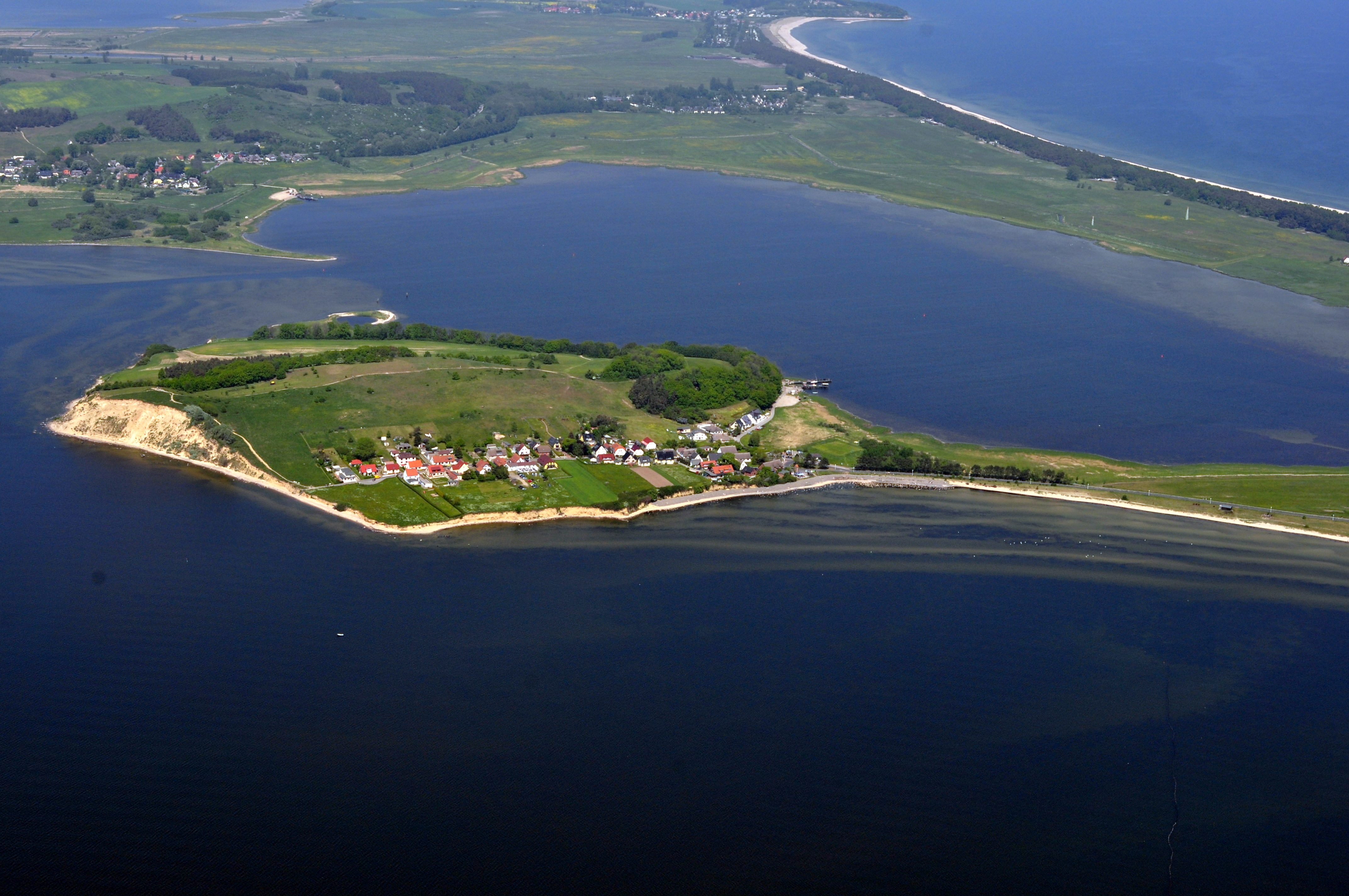
Auf der Halbinsel Klein Zicker sollte Gustavia entstehen, der Hafen im Zicker See dahinter

Gustavia war der Name eines Hafenprojekts am Anfang des 19. Jahrhunderts in Schwedisch-Pommern auf der Insel Rügen. Durch die Anlage eines befestigten schwedischen Kriegshafens auf Rügen sollte ein strategischer Vorteil für Militär und Handel geschaffen werden. Ein Hafen auf dem Mönchgut hätte den Handel Preußens über die Odermündungen (Peenestrom, Swine, Dievenow) und die Persante bedroht und wäre nur schwer zu erobern gewesen. Das jedes Frühjahr erforderliche und aufwändige Auseisen der schwedischen Handelsschiffe hätte bedeutend früher beginnen können.

## Geschichte
Im Sommer 1806 führten die schwedischen Offiziere Boye und Gripenberg Vermessungsarbeiten auf dem Mönchgut bei Klein Zicker durch. Ihr Auftrag war es, festzustellen, ob der Zicker See für einen Hafen geeignet sei. In ihrem Bericht vom August 1806, der auch einen durch Oberstleutnant Baron Sparre entworfenen Plan einer Hafenstadt enthielt, bezeichneten sie den Zicker See als ideales Hafenbecken für 300 bis 400 Schiffe. Am 11. September 1806 befahl König Gustav IV. Adolf den Bau eines Hafens. Gleichzeitig sollten auch Pläne für eine Handelsstadt erstellt werden. Vorbild war wahrscheinlich die 1679 gegründete schwedische Hafenstadt Karlskrona. Für den Hafenbau wurden mehr als 30 Objekte geplant. Für den militärischen Bereich war neben einer Werft und einem Dock auch eine Seefahrtsschule vorgesehen. Im zivilen Teil sollten neben Wohnhäusern und einer Promenade, ein Kinderhaus, eine Schule für Handwerk und Ackerbau und ein Theater entstehen.
Bereits im gleichen Monat wurde westlich von Groß Zicker mit den ersten Arbeiten unter Leitung von Oberstleutnant Ljungberg begonnen. Die Arbeiten wurden im Winter unterbrochen und Anfang 1807 fortgesetzt. Als die Franzosen im Oktober 1807 Rügen besetzten, kam das Projekt zum Erliegen. Die Franzosen zerstörten 1811 die bisher errichteten oberirdischen Anlagen. Das von den Schweden zurückgelassene Baumaterial wurde abtransportiert. Der französische Generalgouverneur Thouvenot forderte die Planungsunterlagen an. Als die Franzosen 1813 abzogen, nahmen sie diese wahrscheinlich mit. Der Nachfolger Gustav IV. Adolf, König Karl XIII. gab das Ziel einer Stadtgründung auf.
Auch als Schwedisch-Pommern 1815 nach dem Wiener Kongress an Preußen ging, wurde das Hafenprojekt nicht fortgeführt. Die geschützte Lage des Zicker Sees machte ihn zu einem Nothafen und bevorzugten Winterliegeplatz. Über diesen Status kam er aber nicht hinaus.
1995 wurden durch Luftbildprospektion zwei Objekte vor der Halbinsel Zickersches Hövt entdeckt. Bei unterwasserarchäologischen Untersuchungen wurden sie als Holz-Stein-Konstruktionen (Steinkisten) identifiziert. Diese wurden aus Kiefernholzbohlen von 7,2 Metern Länge errichtet. Mit Feldsteinen gefüllt, beträgt der Abstand zwischen den beiden Kisten 6,4 Meter. Durch dendrochronologische Untersuchungen konnten das Holz auf den Anfang des 19. Jahrhunderts, das Ende der Schwedenzeit datiert werden. Die in 3 Meter Tiefe liegenden Steinkisten sind die Reste einer Landungsbrücke, die nach Abzug der Franzosen um 1813 errichtet wurden, um die schwedischen Truppen besser anlanden zu können.

## Trivia
Neben dem auf Rügen geplanten Gustavia, das seinen Namen zu Ehren des schwedischen Königs Gustav IV. Adolf erhalten sollte, trägt der Hauptort der karibischen Insel Saint-Barthélemy – die von 1785 bis 1877 eine schwedische Kolonie war – zu Ehren des damals amtierenden schwedischen Königs Gustav III. bis heute den Namen Gustavia.